# Klínec (Proskovice)
Klínec je kopec s nadmořskou výškou 281 m n. m. ležící na katastru obce Proskovice v Ostravě v Moravskoslezském kraji. Klínec je nejvyšším bodem Proskovic a nachází se na poli, jihovýchodně od vesnice u místního hřbitova. Jižní část kopce obtéká Jarkovský potok a západní část Ondřejnice a Mlýnský náhon. Geomorfologicky patří do Moravské brány.

## Další informace

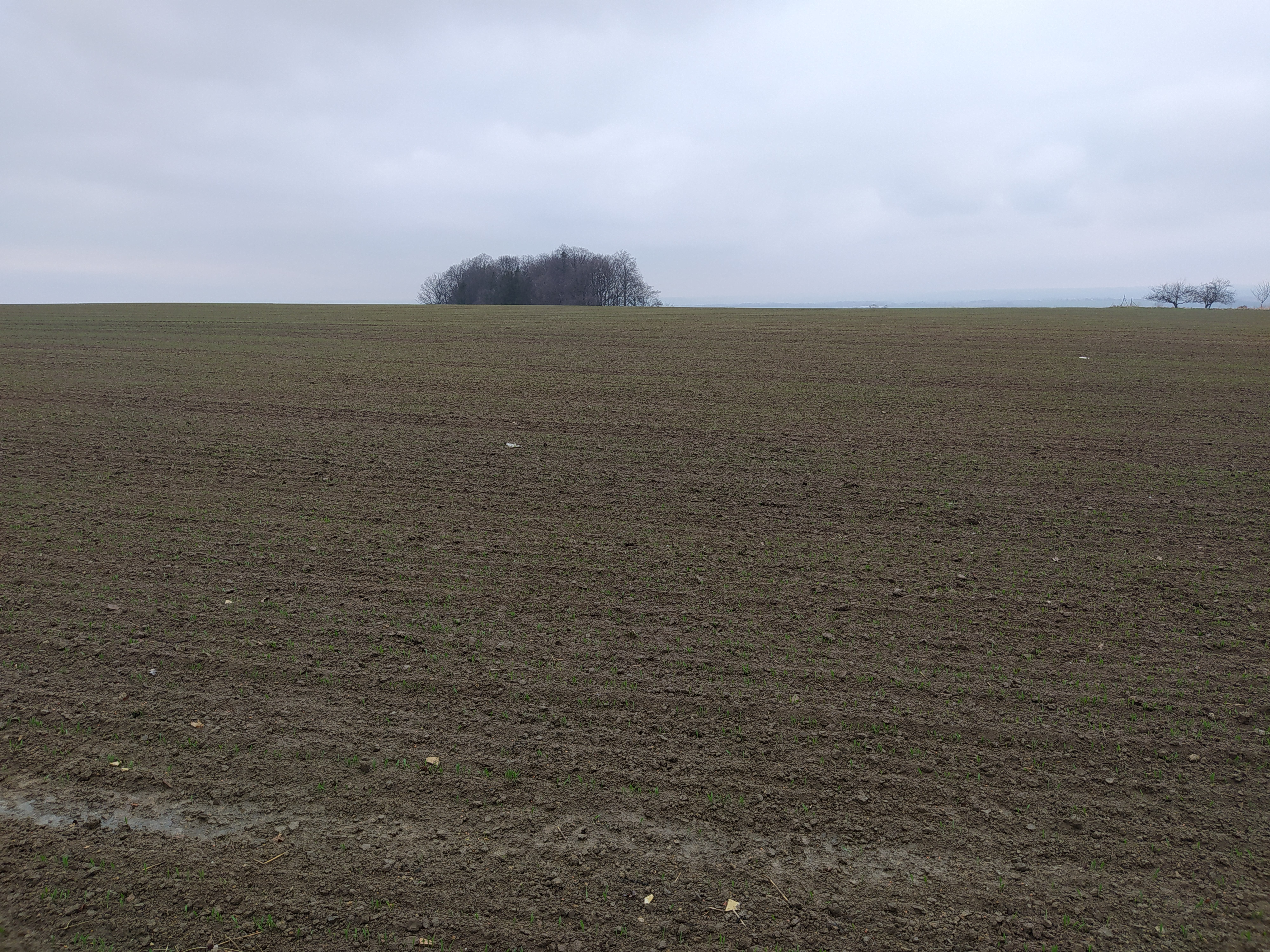
Pohled na Klínec od hřbitova

Na vrchol kopce nevede žádná cesta. Vrchol kopce je nejlépe přístupný od hřbitova (cca 190 m), ke kterému vedou turistické značky.
Název kopce Klínec byl zdrojem pro místní pohybově-dramatický kroužek Klíneček.
Slovo klínec (klinec) značilo ve starší češtině a slovanských jazycích hřebík.
Jeden kilometr východním směrem se nachází na Jarkovském potoce Můstek přátelství Václav.